# Neoplasta coxalis
Neoplasta coxalis är en tvåvingeart som beskrevs av Collin 1933. Neoplasta coxalis ingår i släktet Neoplasta och familjen dansflugor. Inga underarter finns listade i Catalogue of Life.